# アミラ・ウィルハーフン
アミラ・ウィルハーフン  (Amira-Willighagen 、2004年3月27日 - ）は、オランダのナイメーヘン出身のソプラノ歌手。

## 来歴
2013年10月アミラ・ウィルハーフンが9歳の時、テレビ番組『ホランズ・ガット・タレント』でジャコモ・プッチーニ作曲のオペラ『ジャンニ・スキッキ』の曲『私のお父さん』を歌い審査員、視聴者はその声に圧倒された。
2015年6月時点でこの番組のビデオはYoutubeで3千6百万回以上再生されている。ビデオはあっと言う間に世界に広まった。
準決勝に『アヴェ・マリア』（ヨハン・ゼバスティアン・バッハの曲にシャルル・グノーが歌詞を加えた）を歌った。
決勝ではプッチーニ作曲のオペラ『トゥーランドット』の『誰も寝てはならぬ』を歌い、50パーセント以上の視聴者が投票し優勝した。一度も歌を習わずYouTubeを見て独学したと語っているが、何年も前からナイメーヘンエマウス協会の子供のコーラスに入っていた。
2014年アルバム『アミラ』をリリースする。3月28日に発売され3週間でゴールドディスクを達成した。
2015年アンドレ・リュウのオーケストラに招待され参加する。
ポール・ポッツ、アンドレ・リュウ、パトリチオ・ヴォアンヌら、様々な音楽関係者と共に仕事をする。色々な国から招待を受け、テレビ、ラジオに出演している。
2017年には南アフリカで3枚目のアルバムを制作している。コンパクトディスクの売上の半分は、南アフリカのポチェフストルームに子供達の遊び場を作るため寄付された。南アフリカはアミラの母の出身地でもある。2014年3月に最初の遊び場が完成、同年11月に子供財団を設立し、2つ目の遊び場が2016年8月１日に完成した。3つ目は年末にできる予定だったが2017年の1月に公開され、6月に4つ目が完成した。

## 賞歴
- 国際ジュゼッペ・シャッカ賞（イタリア）のシャッカ・ミュジック部門 - 2014年11月8日[10]

## 人物
歌の他にスポーツ、書くこと、動物が好きである。
好きな動物は亀で縫い包みをコレクションにしている。

## ディスコグラフィ
アルバム
| タイトル        | 年   | ピークチャートの位置 | ピークチャートの位置 | ピークチャートの位置 |
| タイトル        | 年   | NL                   | BEL                  | US Classical         |
| --------------- | ---- | -------------------- | -------------------- | -------------------- |
| Amira           | 2014 | 1                    | 117                  | 7                    |
| Merry Christmas | 2015 | 69                   | 200                  | -                    |